# 姊小路定子
姊小路定子（日语：姉小路 定子，享保2年7月18日（1717年8月24日） - 寬政元年9月22日（1789年11月9日）），為江戶時代中期的女性。櫻町天皇典侍、桃園天皇生母。生父正四位上参議姊小路実武（姉小路実武）。女房名權典侍、宰相典侍、大典侍、三位局等等。女院號開明門院、法名哲堂。
享保13年（1728年）3月任職東宮上臈。寬保元年(1741年)2月29日生下遐仁親王（日後的桃園天皇），遐仁親王在五歲時（延享2年（1745年）），由櫻町天皇女御二條舍子收為養子。延享4年（1747年）5月1日敘從三位。 寶曆12年（1762年），定子的親生子桃園天皇突然崩御後，此時，發生了天皇生母（定子）及養母（女御二條舍子）同時建在這樣稀少的例子。之後定子以已故天皇生母身分獲准三宮封賜。寶曆13年（1763年）2月1日獲得女院地位，院號開明門院。天明2年（1782年）2月剃髮出家，法號哲堂，寬政元年（1789年）9月22日，72歳的開明門院姉小路定子逝世。